# Vello Tabur
Vello Tabur est un astronome australien.

## Biographie
Vello Tabur est un scientifique qui a étudié l'astronomie à l'Institut d'Astronomie de Sydney dépendant de l'Université de Sydney où il a obtenu son doctorat en 2011.

## Découvertes
Il a découvert trois comètes et trois novae soit dans l'ordre chronologique :
| Type d'objet | Dénomination              | Date de la découverte | Codécouvreur | Sources |
| ------------ | ------------------------- | --------------------- | ------------ | ------- |
| comète       | C/1996 Q1 (Tabur)         | 19 août 1996          | -            | [ 1 ]   |
| comète       | C/1997 N1 (Tabur)         | 2 juillet 1997        | -            | [ 2 ]   |
| nova         | V4744 Sgr                 | 25 octobre 2002       | -            | [ 3 ]   |
| nova         | V2573 Oph                 | 10 juillet 2003       | Akira Takao  | [ 4 ]   |
| nova         | DZ Cru (Nova Crucis 2003) | 20 août 2003          | -            | [ 5 ]   |
| comète       | C/2003 T3 (Tabur)         | 14 octobre 2003       | -            | [ 6 ]   |

## Récompenses
- En 1998, il reçoit le prix Astral.
- En 2001 et 2004, il reçoit le prix JM Nebulous.
- En 2004, il reçoit le prix Edgar-Wilson.